# Flugplatz Sherbro

i7
i11
i13
Flugplatz Sherbro (inoffiziell teilweise auch Sherbro International Airport oder Sherbro Airport, IATA-Code: BTE, ICAO-Code: GFBN) ist ein inaktiver Flugplatz am Ortsrand von Bonthe auf der Insel Sherbro in der Southern Province im westafrikanischen Sierra Leone. 
Der Flugplatz wird vermutlich seit 2002 nicht mehr aktiv genutzt. Nahe der Start- und Landebahn befindet sich seit etwa Ende der 1990er Jahre eine weitestgehend verfallene Maschine (9L-LBS) des Typs Embraer EMB 110 der Inter Tropic Airlines.